# 두루마리 휴지

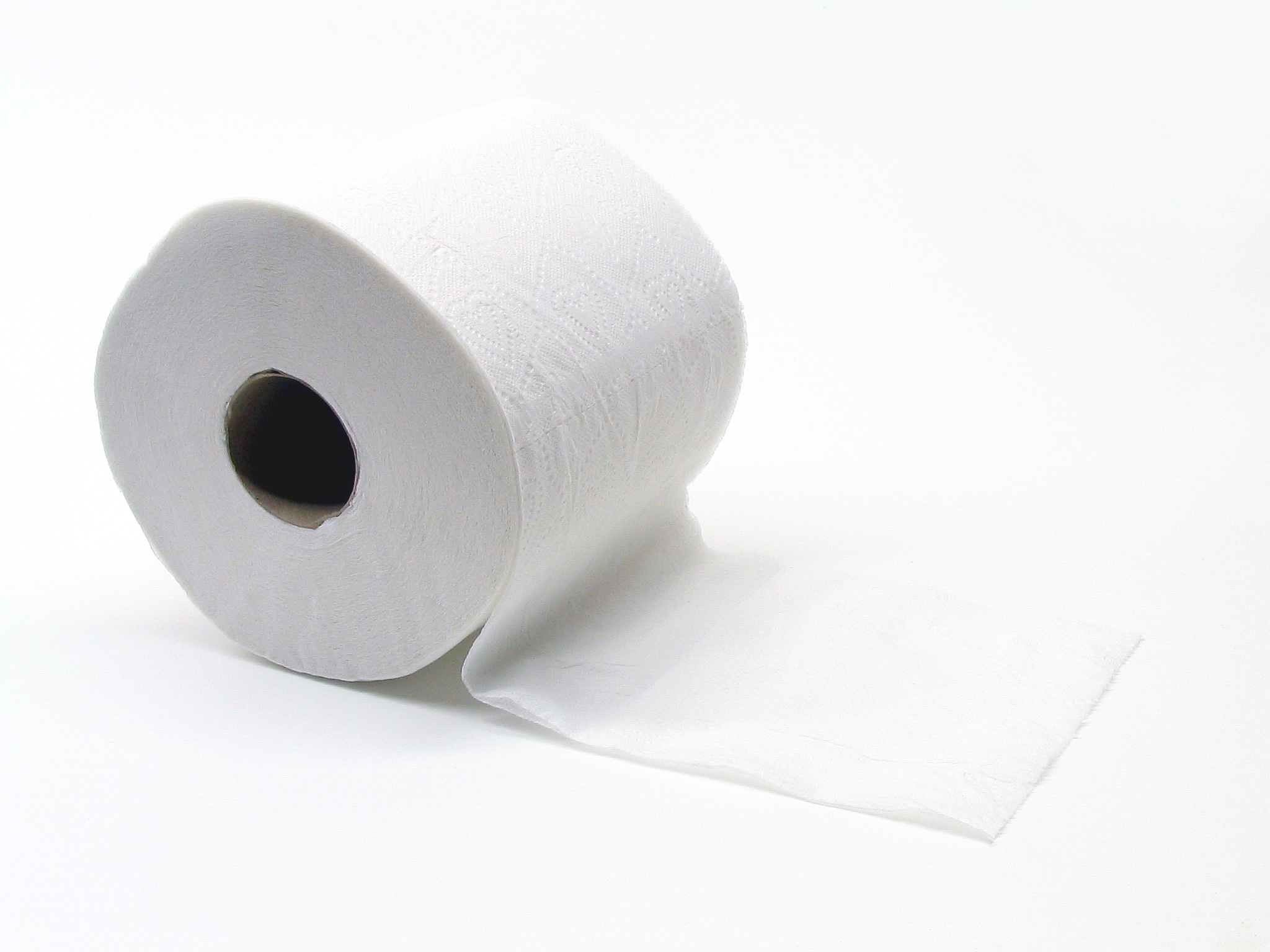
두루마리 휴지

두루마리 휴지( - 休紙) 또는 화장지(化粧紙)는 용변시 배설 기관에 묻은 배설물을 닦고 깨끗이 하는 데 쓰는 티슈 페이퍼(휴지)를 말한다.

## 방향
수평벽에 두루마리 휴지를 설치할 경우, 휴지를 위에서 당기거나 아래에서 당기는 2가지 방향으로 놓을 수 있다. 어느 쪽을 선택할지는 습관에 기인한 바가 크고, 대부분 취향의 문제라고 할 수 있다. 미국에서는 소비자와 욕실 · 화장실의 전문가를 대상으로 조사가 실시된 적이 있으며, 60~70%의 응답자가 종이의 끝을 앞으로 향하게 하는 것을 선호하였다.

## 같이 보기
- 휴지